# China Banknote Printing and Minting Corporation
De China Banknote Printing and Minting Corporation (CBPMC; versimpeld Chinees: 中国印钞造币总公司; traditional Chinees: 中國印鈔造幣總公司; pinyin: Zhōngguó Yìnchāo Zàobì Zǒnggōngsī) is het nationale munthuis van de Volksrepubliek China. Er zijn munthuizen in Shanghai (opgericht in 1920), Shenyang, Shenzhen en Nanjing. De Munt slaat munten en drukt bankbiljetten van de Chinese renminbi ook geld voor Thailand, Bangladesh, Sri Lanka, Maleisië en Brazilië.